# Fuertesimalva limensis
Fuertesimalva limensis là một loài thực vật có hoa trong họ Cẩm quỳ. Loài này được (L.) Fryxell mô tả khoa học đầu tiên năm 1996.